# Espen Andersen
Espen Andersen, född 28 oktober 1993, är en norsk utövare av nordisk kombination.

## Karriär
Vid olympiska vinterspelen 2018 i Pyeongchang tog Andersen silver tillsammans med Jan Schmid, Jarl Magnus Riiber och Jørgen Graabak i lagtävlingen som bestod av backhoppning från stor backe och 4×5 km längdåkning. Vid världsmästerskapen i nordisk skidsport 2021 i Oberstdorf tog han silver tillsammans med Jarl Magnus Riiber i lagtävlingen som bestod av backhoppning från stor backe och 2×7,5 km lagsprint i längdåkning.
Vid olympiska vinterspelen 2022 i Peking tog Andersen guld tillsammans med Jørgen Graabak, Jens Lurås Oftebro och Espen Bjørnstad i lagtävlingen som bestod av backhoppning från normalbacke och 4×5 km längdåkning. Vid världsmästerskapen i nordisk skidsport 2023 i Planica tog han guld tillsammans med Jens Lurås Oftebro, Jørgen Graabak och Jarl Magnus Riiber i lagtävlingen som bestod av backhoppning från stor backe och 4×5 km längdåkning.